# Teva Victor
Teva Victor (nacido el 30 de septiembre de 1971 en Bora Bora) es un escultor tahitiano que vive en Punaauia. Es hijo del famoso explorador Paul-Emile Victor.
Víctor creció en un pequeño islote no lejos de Bora Bora. Asistió a la escuela secundaria en Hawái y a la universidad en San Francisco.
Introducido en el arte por su padre, a los 18 años comenzó a esculpir madera. Autodidacta, le gusta trabajar con árboles vivos o enraizados. Pero a partir de 2001 prefirió dedicarse a la piedra volcánica, que considera "atemporal e inmutable".
Víctor inició su carrera como presentador y productor de programas de televisión. En 1998 presentó el programa "Teva", documentales sobre pueblos y civilizaciones que viven en armonía con la naturaleza como los Dogon, los Waoranis y los Toradja, para el canal de televisión "la Cinquième, canal del saber y del saber". Sin embargo, su pasión por la escultura se impuso. Sus esculturas son a menudo rostros de dos caras. Ambos son antiguos tiki marquesanos, bustos figurativos de Vaiere Mara, y en ocasiones tienen una influencia africana.
En 2012 comenzó a exponer cada año sus esculturas en piedra en la Maison de la culture de Papeete. En febrero de 2014 se unió al Centre de Création Contemporaine Teroronui Papeete (CCCTP) para una ambiciosa exposición colectiva junto al Jefe Miko, Jonathan Bougard y el fotógrafo Massimo Colombini. El CCCTP era un colectivo transdisciplinario, cuyo objetivo era trabajar por la perpetuación de las culturas locales apoyando al mismo tiempo la relación con los medios de comunicación modernos. Su existencia habrá sido fugaz. El mismo año, Teva vendió una obra al productor de Hollywood Joel Silver y luego una escultura monumental al productor de Hollywood Arnon Milchan. En 2015 vendió varias obras monomentales a Guy Laliberté.
En septiembre de 2015 se unió a veinte artistas polinesios en la Universidad de la Polinesia Francesa para Art Event, una exposición colectiva organizada y financiada por la UPF con el objetivo de apoyar la creación y los artistas contemporáneos, pero también con el fin de participar en el proceso artístico y educación cultural de cada persona. Sus obras se exhibieron junto con las del Jefe Miko y Andreas Dettloff.
A finales de 2015 trabajó in situ y con libre acceso en una enorme escultura de piedra frente a la sala Muriavai de la Casa de la Cultura, en Papeete. A principios de 2016, esta creación se instaló frente al Gran Teatro de la Casa de la Cultura de Papeete.
En 2016, Víctor creó una enorme escultura de piedra que se encuentra en la sala del Gran Teatro de la Casa de la Cultura en Papeete, Tahití. En 2017 realizó una representación en piedra de 800 kilos de la Reina Pomare IV que está instalada en los jardines de la Reina en Papeete, Tahití. Su arte refleja su filosofía de vida: "Nada puede igualar la belleza de la naturaleza. Sólo estamos ahí para dar un guiño a nuestro paso".
En octubre de 2021 completó una cabeza imponente con ojos inmensos y una boca deliciosa, un encargo destinado a la decoración de una mansión británica donde ya se encuentran obras de Auguste Rodin. Es una obra de grandes dimensiones, 1,50 m aproximadamente. Su peso oscila entre 1,2 y 1,5 toneladas. Enviar una pieza así que pese más de una tonelada no es fácil.